# 韦吕 (维埃纳省)
韦吕（法語：Verrue，法語發音：[vɛʁy] ⓘ）是法国新阿基坦大区维埃纳省的一个市镇，属于沙泰勒罗区。

## 地理
韦吕（46°51'47"N, 0°10'20"E）面积28.44 平方千米，位于法国新阿基坦大区维埃纳省，该省份为法国中西部省份，北起曼恩-卢瓦尔省和安德尔-卢瓦尔省，西接德塞夫勒省，南至夏朗德省，东南接上维埃纳省，东临安德尔省。
与韦吕接壤的市镇（或旧市镇、城区）包括：拉绍塞、舒普、库赛、杜赛、盖讷、蒙叙盖讷、圣让德索沃、赛尔。

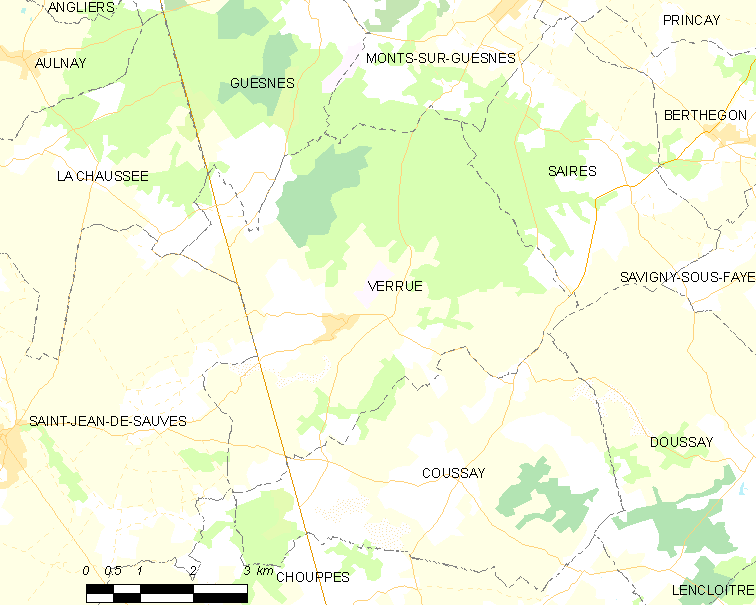
的OSM定位图

韦吕的时区为UTC+01:00、UTC+02:00（夏令时）。

## 行政
韦吕的邮政编码为86420，INSEE市镇编码为86286。

## 政治
韦吕所属的省级选区为卢丹县。

## 人口

1962-2008年间人口变化图示

韦吕于2022年1月1日时的人口数量为382人。